# Svatá Kateřina alexandrijská a svatá Barbora z Místa

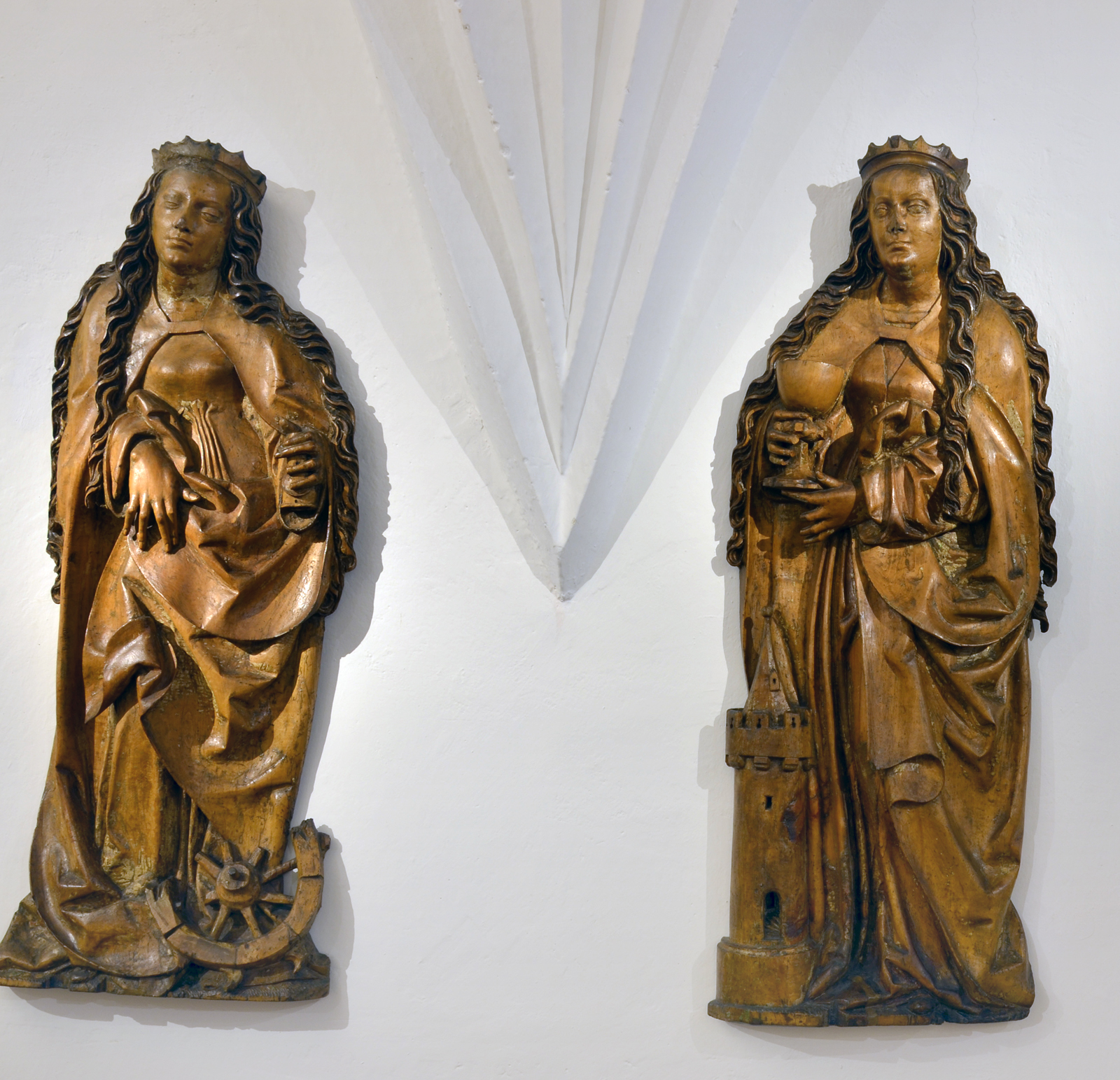
Svatá Kateřina, Svatá Barbora z Místa

Svatá Kateřina alexandrijská a svatá Barbora z Místa (1510–1515) jsou pozdně gotické řezby, které byly původně součástí křídlového oltáře. Jsou vystaveny ve stálé expozici Oblastního muzea v Chomutově.

## Původ soch
Obě sochy získala chomutovská Muzejní společnost roku 1914 nebo 1923 z tzv. Dieneltova muzea v obci Místo. Postavy světic jsou mírně natočeny a byly patrně vytvořeny pro křídla oltáře. Mohly být určeny pro kapli hradu Hasištejna, který byl za Bohuslava Hasištejnského z Lobkovic jedním z center humanistické vzdělanosti, nebo pro františkánský klášter v Kadani, kde bylo rodové pohřebiště Lobkoviců. Svatá Kateřina byla patronkou vzdělanců a obě světice byly součástí kultu Čtrnácti svatých pomocníků a také patronkami havířů. Lobkovicové drželi vlastnická práva k františkánskému klášteru Čtrnácti svatých pomocníků v Kadani a podnikali v hornictví po celou první polovinu 16. století. Několik jejich dolů se nacházelo v blízkosti Hasištejna. Hornická obec Místo byla založena až kolem poloviny 16. století a tamní protestantský kostel byl zničen za třicetileté války. Kostel Nejsvětější Trojice v Místě pochází až z let 1691–1692 a je mnohem mladší než obě sochy.

## Popis a zařazení
Dvě sochy z lipového dřeva jsou řezané ve středně vysokém reliéfu, s plochou zadní stranou. Sv. Kateřina má výšku 117,5 cm. šířku 48 cm, hloubku 12,5 cm, Sv. Barbora je vysoká 119 cm, široká 46 cm, hluboká 9,5 cm. Na obou se zachovaly jen nepatrné zbytky původní polychromie a mají drobná poškození: svaté Kateřině chybí špička nosu a části prstů levé ruky, svaté Barboře chybí část nosu a prstů na pravé i levé ruce, obě mají mírně poškozené korunky.
Sochy poprvé popsal roku 1923 Josef Opitz, který je zařadil do okruhu prací sochaře Ulricha Creutze. Připsání soch již dříve zpochybnila J. Kumstátová a pozdější rekonstrukce Creutzova životopisu německými badateli i stylové zhodnocení obou soch souvislost s jeho dílnou vyloučilo. Creutz byl hornofrancký sochař působící ve Freyburgu a pro jeho tvorbu byl určující styl Tilmana Riemenschneidera. V Kadani působil pouze krátce v letech 1516-1517. 
Podle německých badatelů spadají obě sochy světic do sféry vlivu norimberského sochařství, zejména Veita Stosse nebo dokonce vycházejí ze starší tradice Mistra Cvikovského oltáře (1474-1479) a jeho následovníků (zejména pokud jde o plné tváře, vypouklé čelo nebo prohnutí těla). Obličejovým typem mají nejblíže k Assumptě z kostela sv. Mikuláše ve Vilémově. Kompoziční řešení drapérie je možné odvodit z grafických listů Monogramisty E.S. Drapérie obou soch, vedená v oblých křivkách a oživená  přetáčením látky na rub, svědčí o obeznámenosti řezbáře s některými díly Veita Stosse po roce 1496, kdy se vrátil do Norimberka (Bolestná Panna Marie z Volckamerova epitafu v St. Sebaldkirche, Madona z Vinného náměstí). Podle Chlíbce lze u obou soch nalézt i souvislost se saským sochařstvím a díly Mistra týneckého Zvěstování, který se vyškolil v sochařských dílnách ve Freibergu.
Ze sochařských prací, která byla dříve řazena do okruhu Ulricha Creutze, jsou oběma světicím příbuzná další díla z česko-saského pohraničí, např. trojice soch z kostela sv. Mikuláše ve Vilémově, sv. Anna Samotřetí z Ústí nad Labem a sochy sv. Anny z Prunéřova, Otvic a Žatecka. Všechny spojuje monumentální forma a tendence k rozvedení tvaru do šířky, podobné pojetí drapérie, ruce se štíhlými prsty, řezba vlasů a další detaily. Obličejové typy se mění od plné ženské tváře až po ostře řezané rysy s vystupujícími lícními kostmi a je pravděpodobné, že vznikly v rámci větší řezbářské dílny. Autor soch se pravděpodobně koncem 15. století vyučil v Norimberku a vlastní dílnu pak založil v severozápadních Čechách, nejspíše v Kadani.
Nejbližší analogii k oběma chomutovským sochám patrně představuje reliéf Panny Marie Ochranitelky z kostela sv. Anny v Annabergu. Shoda obličejového typu i detailů jako jsou vlnité prameny vlasů, cípy látky otočené na rub, řezba rukou nebo hlavičky některých orantů jsou natolik výrazné, že mohou pocházet ze stejné dílny. Františkánský klášterní kostel sv. Anny v Annabergu byl vysvěcen roku 1512 a zanikl po vypuknutí reformace v roce 1539. Vzájemnou souvislost těchto děl lze předpokládat i vzhledem k objednávkám Lobkoviců pro kadaňský františkánský klášter, který od svého založení udržoval vztahy s františkánským klášterem v Annabergu (1502-1539), nebo kontakty Lobkoviců se saským rodem Wettinů.    

### Jiná díla
- Panna Marie Ochranitelka (kolem 1512), kostel sv. Anny v Annaberg-Buchholz
- Assumpta, Sv. Mikuláš a Sv. Václav z Vilémova (1515-1520)
- Sv. Anna Samotřetí z Ústí nad Labem (kolem 1520), Národní galerie Praha
- Sv. Anna Samotřetí z Prunéřova (kolem 1520), Kadaň
- Sv. Anna Samotřetí z Otvic (kolem 1520)

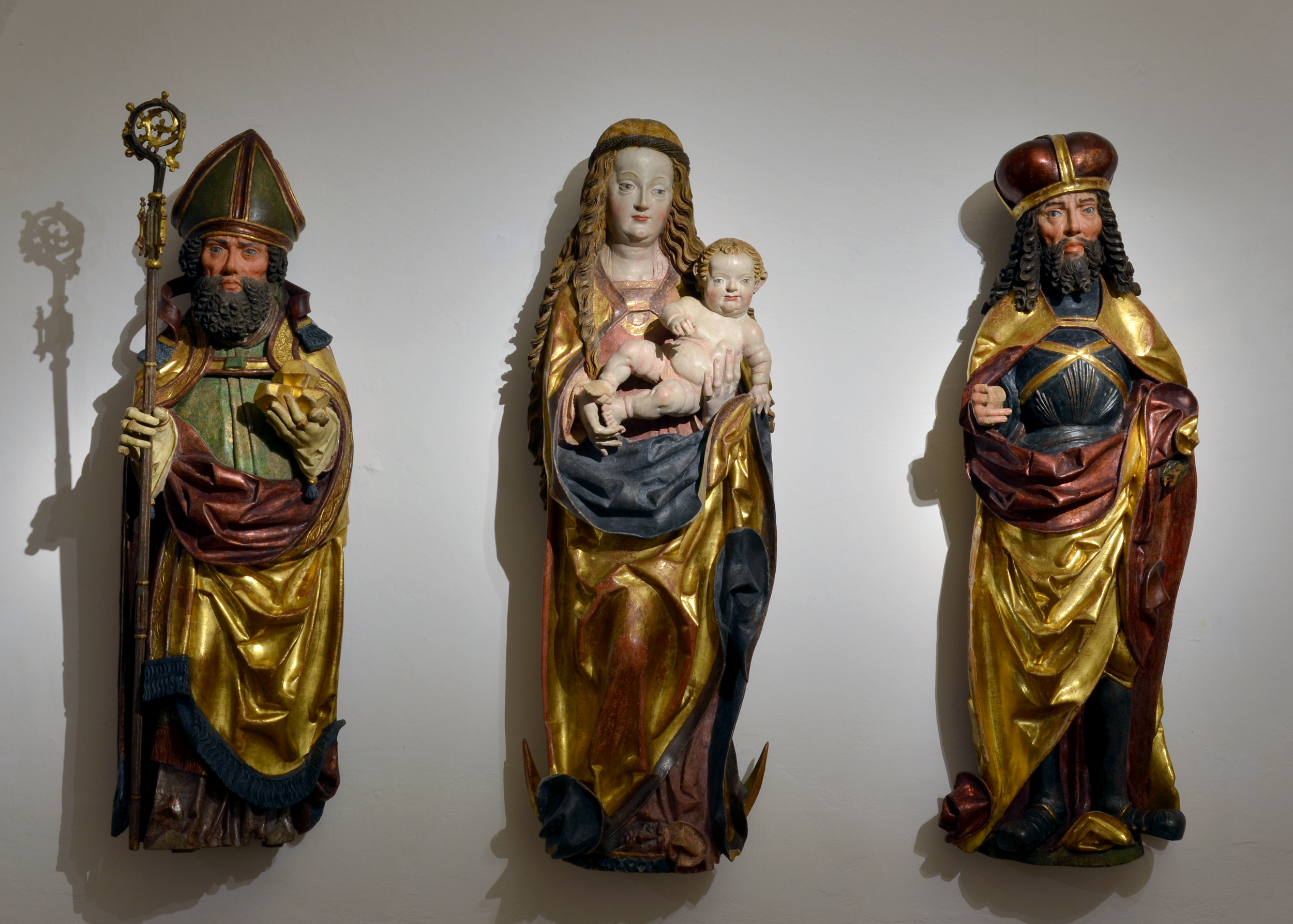
Assumpta, Sv. Mikuláš, Sv. Václav z Vilémova (1515-1520)
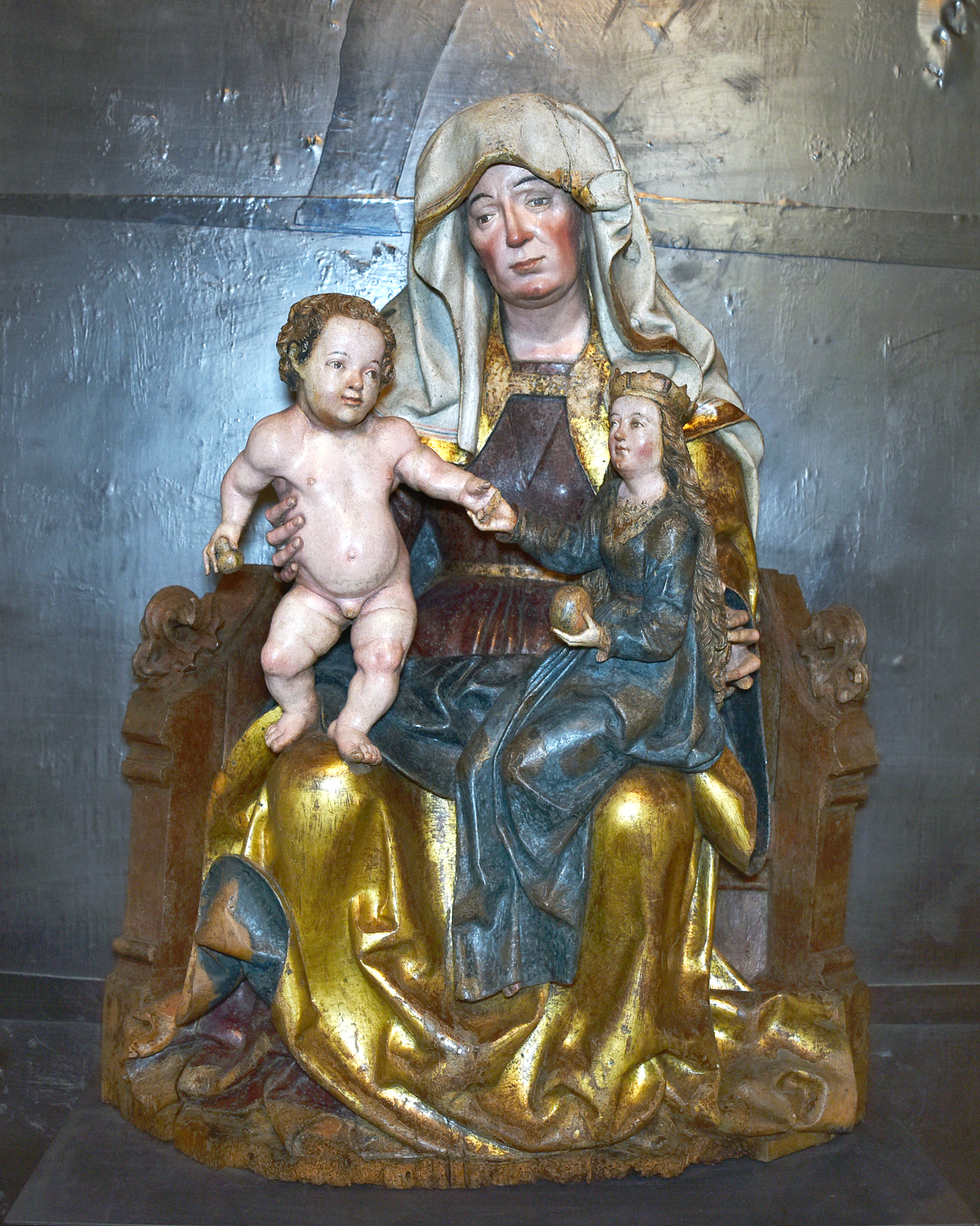
Sv. Anna Samotřetí z kostela Nanebevzetí Panny Marie v Ústí nad Labem (1520), Národní galerie v Praze
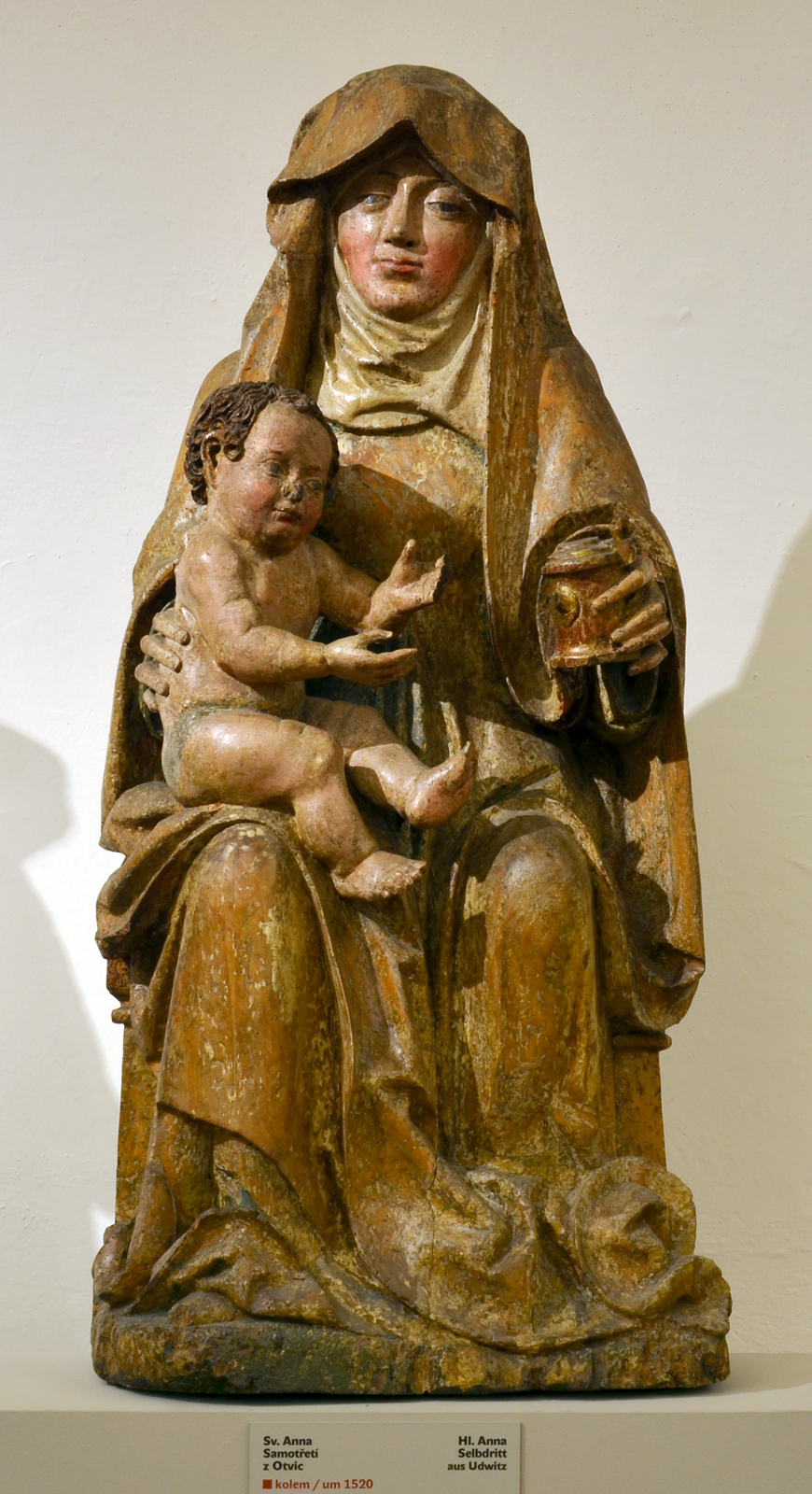
Sv. Anna Samotřetí z Otvic (kolem 1520)